# 아러타이 지구
아러타이 지구(위구르어: ئالتاي ۋىلايىتى 알타이 지구), 중국어 간체자: 阿勒泰地区, 병음: Ālètài Dìqū)는 신장 위구르 자치구의 북쪽에 위치한 지구이다. 면적은 118,015km2이고 인구는 561,667명 (2000년)이다. 이리 카자흐 자치주의 일부이다. 2000년의 조사에 의하면 주민의 대부분이 카자흐인(51%)이다.

## 지리
동쪽은 알타이산맥을 멀리하고 몽골 서부에 접하며, 북쪽은 러시아 시베리아 연방 관할구역 알타이 공화국, 서쪽은 카자흐스탄과 접한다. 남쪽은 이리 카자흐 자치주의 중가르 분지가 펼쳐진다. 하천이나 호수와 늪이 많아, 신장에서는 별천지를 이룬다.

## 민족
2000년 아러타이 지구의 민족 조사에 의한 민족의 수와 비율은 다음과 같다.
| 민족     | 인구    | %      |
| -------- | ------- | ------ |
| 카자흐인 | 288.612 | 51,38% |
| 한족     | 229.894 | 40,93% |
| 후이족   | 22.166  | 3,95%  |
| 위구르족 | 10.068  | 1,79%  |
| 몽골족   | 5.486   | 0,98%  |
| 둥샹족   | 1.724   | 0,31%  |
| 타타르인 | 1.236   | 0,22%  |
| 기타     | 2.481   | 0,44%  |

## 행정 구역
1개의 현급시와 6개의 현으로 구성되어 있다.
- 현급시
  - 아러타이 시(알타이 시) 위구르어: ئالتاي شەھىرى, 중국어: 阿勒泰市
- 현
  - 칭허 현(칭길 현)(위구르어: چىڭگىل ناھىيىسى, 중국어: 青河县)
  - 지무나이 현(제미나이 현)(위구르어: جېمىنەي ناھىيىسى, 중국어: 吉木乃县)
  - 푸윈 현(중국어: 富蕴县)
  - 부얼진 현(부르친 현)(위구르어: بۇرچىن ناھىيىسى, 중국어: 布尔津县)
  - 푸하이 현(부룰토카이 현)(위구르어: بۇرۇلتوقاي ناھىيىسى, 중국어: 福海县)
  - 하바허 현(카바 현)(위구르어: قابا ناھىيىسى, 중국어: 哈巴河县)

## 경제
수자원이 풍부하여, 물고기가 연간 5천 톤이나 잡힌다. 초원은 넓고, 가축 수는 대략 500만 마리에 이른다. 게다가 삼림 자원이나 광산물도 풍부하다. 지구의 생산 총액(GDP)은 34.8억 위안(2001년), 대외 수출액은 약 5,000만 달러였다.